# Землетрясение в Куньлуне (2001)
14 ноября 2001 года в 09:26 по UTC (17:26 по местному времени) в Китае, в отдалённом горном районе недалеко от границы между провинциями Цинхай и Синьцзян, произошло землетрясение с магнитудой 7,8 M w (8.0 Ms) с эпицентром вблизи Кукушили. Это было самое сильное землетрясение в Китае за последние 50 лет. О жертвах не сообщалось, предположительно из-за очень низкой плотности населения и отсутствия высотных зданий. Это землетрясение было связано с самым длинным поверхностным разрывом, когда-либо зарегистрированным на суше, ~450 км.

## Тектоническая обстановка
Куньлуньский разлом — одна из основных левосдвиговых структур, обеспечивающих движение Тибетского нагорья на восток относительно Евразийской плиты. Это движение вызвано боковым расширением зоны утолщенной коры, связанной со столкновением Индийской и Евразийской плит.

## Землетрясение

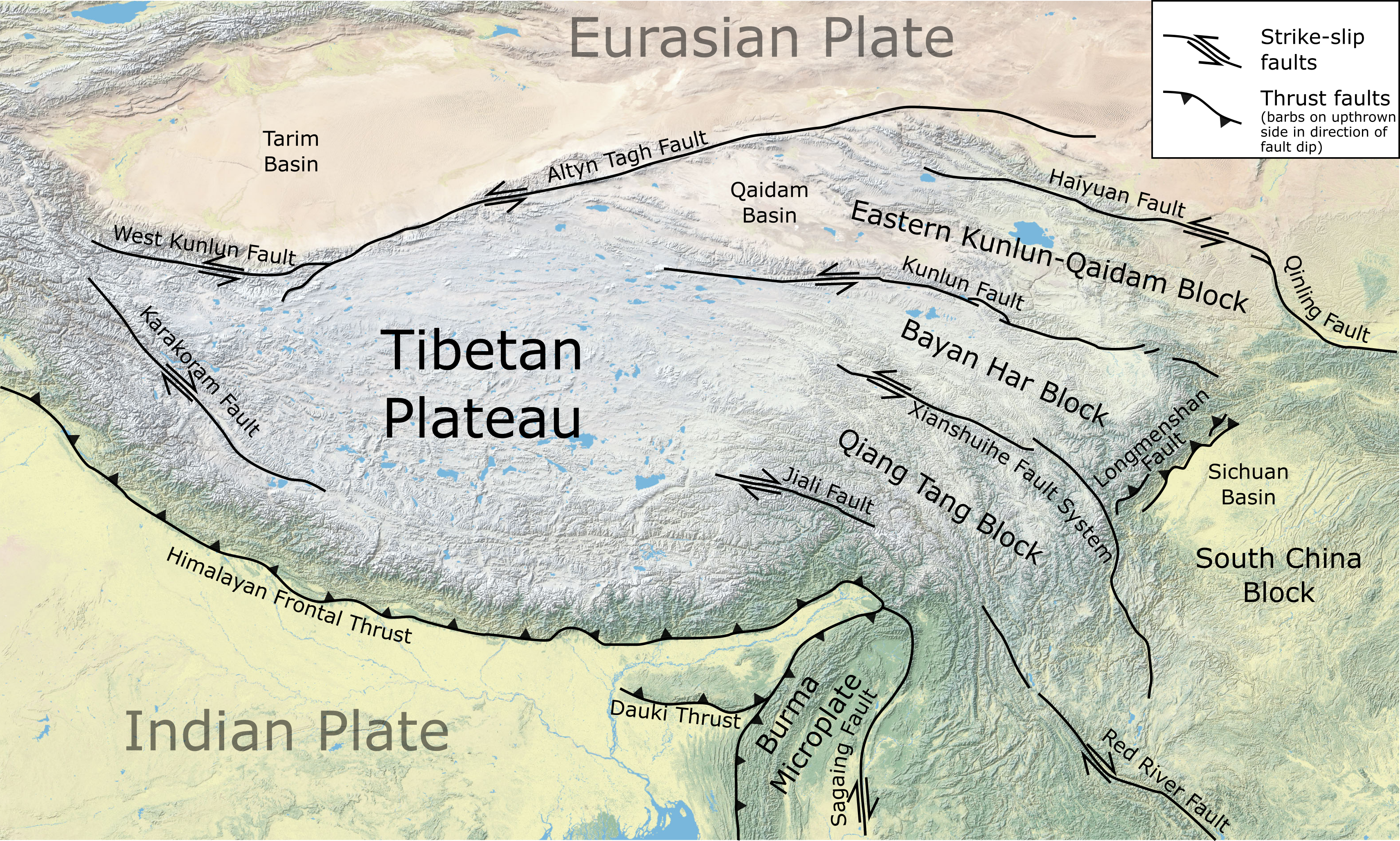
Основные зоны разломов вокруг Тибетского нагорья, показывающие местоположение разлома Куньлунь

Землетрясение началось на сравнительно небольшом участке сдвигового сброса на западном конце разлома Куньлунь в районе горы Бука Дабан Фэн. Разрыв распространился на восток по ступенчатому растяжению, прежде чем последовать по основному направлению разлома Куньлунь. Область косейсмической деформации (то есть той, которая произошла во время землетрясения) крайне велика, при этом значительные разломы наблюдаются в районе до 60 км от основного следа разрыва. Деформация происходит в два этапа, примерно в 20 и в 60 км от основного следа разлома. Существующие ранее линеаменты и геоморфологические особенности позволяют предположить, что смещение, вызванное землетрясением, произошло по существующим разломам. Разрыв сейсмической поверхности растянулся более чем на 400 км, что делает его самой длинной когда-либо наблюдавшейся зоной косейсмического разрыва поверхности.
Анализ скорости распространения показывает, что разрыв распространялся с нормальной скоростью вдоль исходного сегмента, но увеличил свою скорость до значения, превышающего скорость S-волны после скачка через экстенсивный шаг, и продолжал распространяться с этой скоростью до конца распространения. Это делает землетрясение в Куньлуне наиболее задокументированным примером сверхсдвигового землетрясения. Было высказано предположение, что необычно широкая зона косейсмической деформации является прямым результатом распространения суперсдвигового разрыва.

## Ущерб
Вследствие удалённости региона большинство сообщений о разрушениях поступило из районов, расположенных в сотнях километров от эпицентра. В ближайшем населённом пункте, городе Голмуд, сообщили о сильных толчках, но никаких разрушений зданий не произошло. Сообщалось о некоторых разрушениях на строительной площадке железной дороги Цинхай-Тибет и вдоль шоссе Цинхай-Тибет.